# Debussy (cràter)

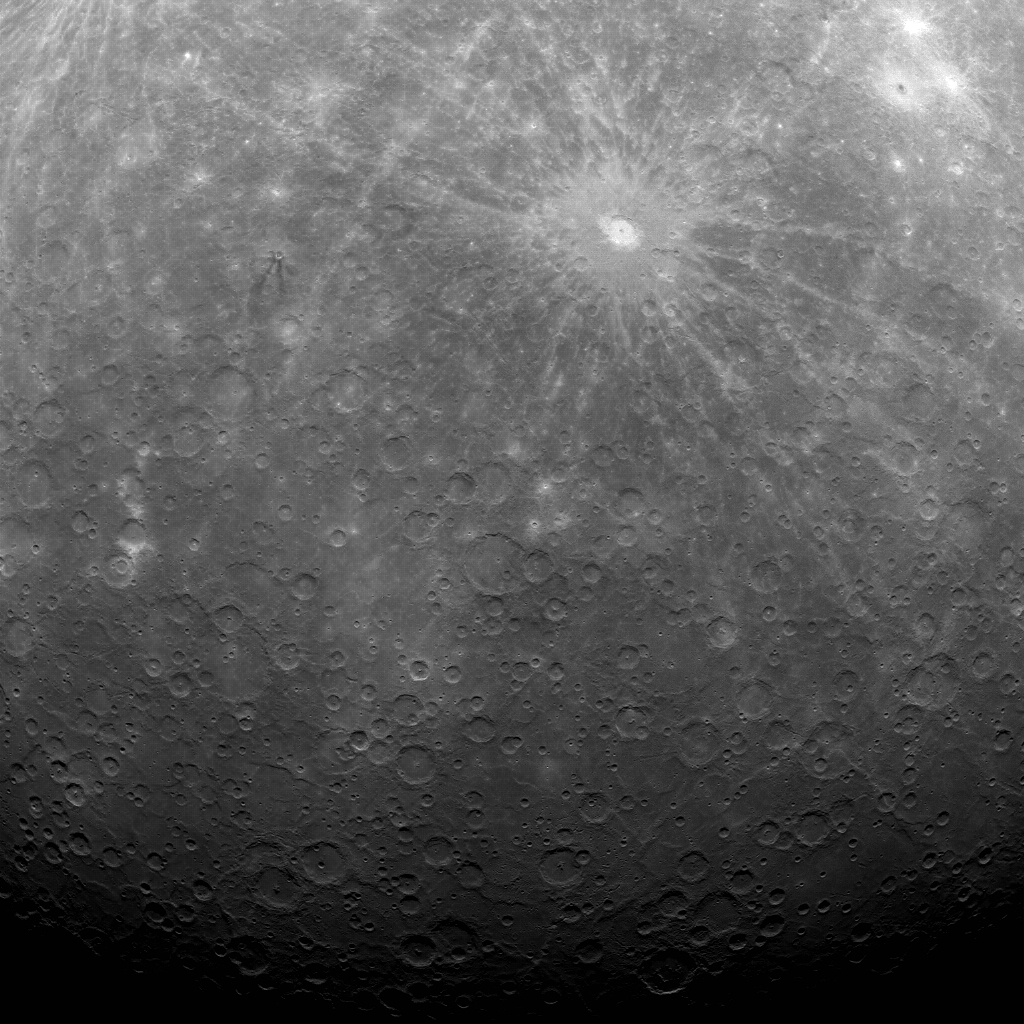
Primera fotografia del cràter Debussy feta per la sonda espacial MESSENGER

Debussy és un cràter d'impacte en el planeta Mercuri de 81 km de diàmetre. Porta el nom del compositor francès Claude Debussy (1862-1918), i el seu nom va ser aprovat per la Unió Astronòmica Internacional el 2010.
El cràter va ser descobert el 1969 per observacions d'imatges de baixa resolució del radar de l'observatori Goldstone. Més tard, en 1990-2005, l'observatori d'Arecibo va obtenir imatges amb més detall. El cràter va ser inicialment conegut com la «característica A».
L'aspecte brillant de raigs en les imatges de radar indica que el cràter és geològicament jove, ja que les superfícies rugoses fresques i dels cràters d'impacte joves són bones dispersores d'ones de ràdio. Els raigs s'estenen centenars de quilòmetres i cobreix gran part de l'hemisferi sud. El sistema de raig de Debussy és el segon més important en Mercuri després del cràter Hokusai.
Aquest cràter és una característica destacada a la primera fotografia feta des de l'òrbita de Mercuri, presa el 29 de març de 2011 per la sonda espacial MESSENGER.